# 유튜브 인스턴트
유튜브 인스턴트(YouTube Instant)는 2010년 9월 당시 19세 대학생이자 페이스북 소프트웨어 엔지니어 인턴이었던 스탠퍼드 대학교의 Feross Aboukhadijeh가 개발하고 런칭한 실시간 검색 엔진이며, 사용자들이 유튜브 비디오 데이터베이스를 그들이 입력하는대로 검색할 수 있게 도와준다. 구글 인스턴트가 뒷따르면서 노벨티 토이(novelty toy), "15분을 소비하기 위한 완전히 뛰어난 방법"으로 호칭되었다.
Feross Aboukhadijeh는 사이트를 만든 직후 유튜브 CEO 채드 헐리로부터 일자리 제의를 받았다. 유튜브 인스턴트가 만들어진 시점에 Aboukhadijeh는 페이스북의 하계 인턴이었으며, 기밀 페이스북 프로젝트에 관한 작업을 하고 있다고 언급했다.